# Betriebswagenwerk
Betriebswagenwerk (Bww), auch: Betriebshof (Bh), früher auch Bahnbetriebswagenwerk, ist die ehemalige Bezeichnung für eine technische Dienststelle der Eisenbahn in Deutschland, in der Eisenbahnwagen unterhalten werden. Ein Betriebshof beinhaltet zumeist eine Halle sowie technische Einrichtungen für eine planmäßige Wartung inklusive kleinerer Reparaturen dieser Schienenfahrzeuge. Neben regelmäßig vorhandenen Verwaltungs- und Sozialgebäuden finden sich auf einem Betriebswagenwerk Behälter und Vorrichtungen zur Versorgung der Bahnfahrzeuge beispielsweise mit Betriebsstoffen.